# 水柱体

水柱体（方正）

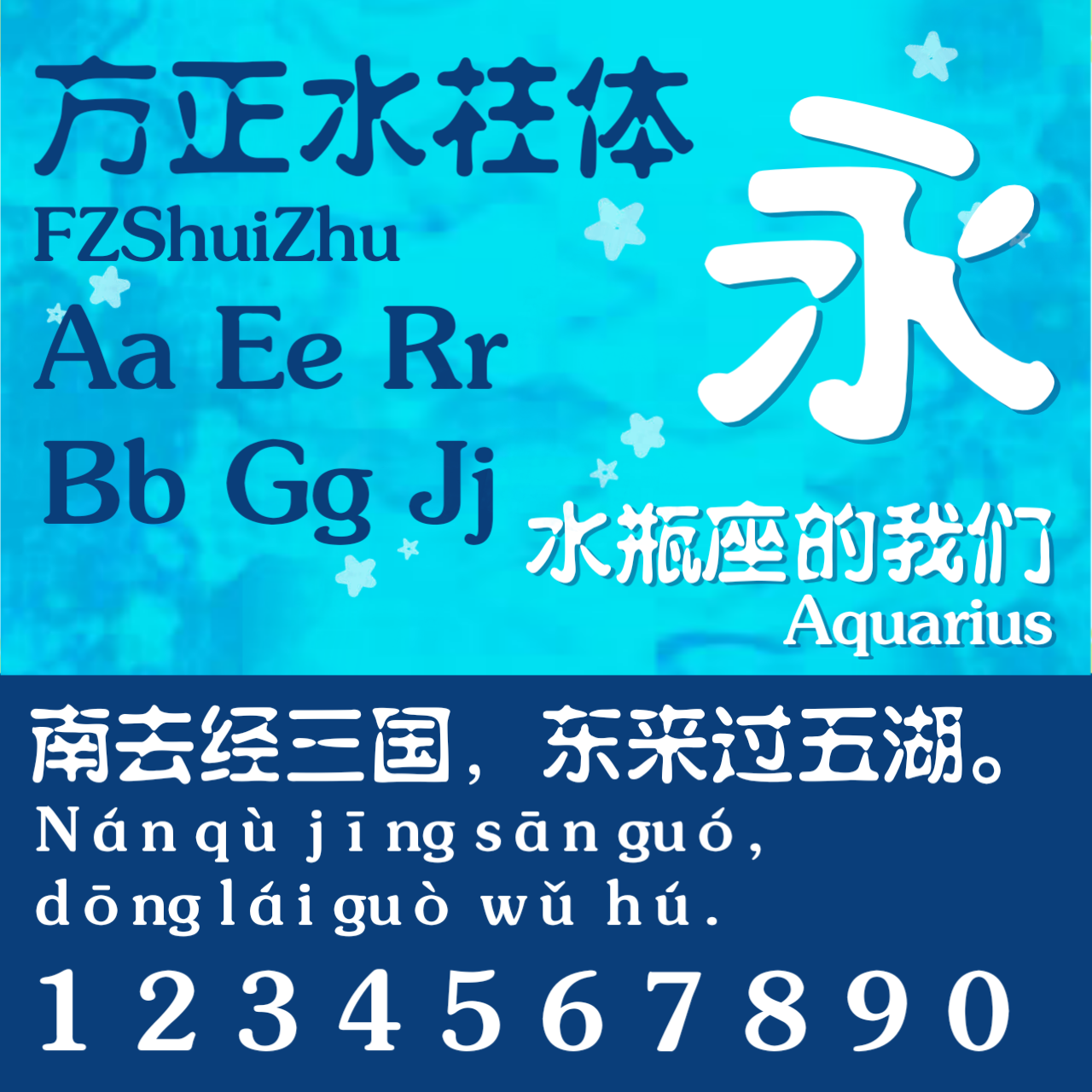
水柱体样本

水柱體是北京方正集團於1997年開發的創意美術字體。其特點是在粗圓體的基礎上對筆畫進行切斷處理，以彰顯出獨特的造型和“意在筆先，筆斷意連”的設計理念。
現在水柱體已應用於書、報、雜誌的標題及正文用字。